# Svante Pääbo
Svante Pääbo, švedski genetik, nobelovec, * 20. april 1955, Stockholm, Švedska.
Ukvarja se z evolucijsko genetiko in je pionir paleogenetike, panoge, ki se ukvarja z razvozlavanjem dednega zapisa iz ostankov starodavnih organizmov in sklepanjem o evolucijski zgodovini teh organizmov. Pääbo se konkretno ukvarja z evolucijo človeka. Znan je predvsem po razvozlanju genoma neandertalca, in odkritju nove vrste človečnjaka, denisovanca, ter dokazih o njunem križanju s sodobnim človekom. Za to delo je leta 2022 prejel Nobelovo nagrado za fiziologijo ali medicino.
Deluje kot direktor oddelka za genetiko na Inštitutu Maxa Plancka za evolucijsko antropologijo v Leipzigu in profesor na japonskem Inštitutu znanosti in tehnologije na Okinavi.

## Življenjepis
Je izvenzakonski sin biokemika, nobelovca Suneja Bergströma, in estonske kemičarke Karin Pääbo, ki je delala v njegovem laboratoriju. Vzgajala ga je mati, ki se ni nikoli poročila, poročeni oče pa ga je občasno skrivoma obiskoval. Za razmerja so vedeli vsi vpleteni, a je bil tihi sporazum, da o tem ne govorijo.
Kot otroka ga je navdušila egiptologija, zato je vpisal študij na Univerzi v Uppsali, ki pa se ni skladal z njegovimi predstavami, zato se je po dveh letih prepisal na medicino in od tam na molekularno genetiko. Njegov doktorski projekt se je osredotočal na adenoviruse in njihovo delovanje na imunski sistem, ga pa navdušenost nad mumijami ni zapustila, zato se je – brez vednosti mentorja – lotil poskusa ekstrakcije dednega zapisa iz muzejskega eksponata, ki ga je dobil iz nekega muzeja v Vzhodnem Berlinu. To mu je uspelo, a so ga z odmevno objavo prehiteli raziskovalci pod vodstvom Allana Wilsona z Univerze Kalifornije v Berkeleyju, ki so naredili nekaj podobnega z recentno izumrlo kvago. Vseeno je poslal osnutek članka Wilsonu, ki je bil navdušen in je želel priti v Pääbov laboratorij, saj ni vedel, da je Pääbo še študent.
Pääbov članek je bil kasneje vendarle objavljen v prestižni reviji Nature, on pa je odšel na podoktorsko usposabljanje v ZDA k Wilsonu. Da bi pridobil izkušnje, je analiziral DNA fosilnih živali, med drugim je dokazal, da so moe bližje sorodne avstralskim ptičem kot kivijem, in tudi sicer oral ledino v paleogenetiki. Čez nekaj let je dobil ponudbo za položaj profesorja na Univerzi v Münchnu, ki jo je sprejel in se preselil v Nemčijo. Kmalu po tistem so z njim stopili v stik kustosi Renskega deželnega muzeja iz Bonna, ki jih je zanimal potencial njegovega pristopa za analizo kosti neandertalca. Uspeh je bil deležen precejšnje pozornosti strokovnih krogov in Pääbo je bil leta 1997 povabljen kot soustanovitelj novega Planckovega inštituta za antropologijo v Leipzigu.
Pääbo se je leta 2006 odločil za ambiciozen projekt sekveniranja celotnega genoma. Tekom projekta so prišli do presenetljivih rezultatov, da je neandertalčev DNA bolj podoben nekaterim človeškim kot drugim – to je (po preverjanju) ovrglo teorijo, da so prvi ljudje ob širitvi iz Afrike preprosto iztrebili in nadomestili neandertalce. Namesto tega so se kot kaže nekaj časa križali z njimi. Kasneje se je ukvarjal z analizo posameznih genov, med drugim FOXP2, ki je povezan z govorom pri ljudeh, pa tudi s sekveniranjem genomov opic. Naslednje pomembnejše odkritje pa je bil genetski zapis nove vrste človečnjaka iz kosti, odkrite v Denisovi jami v Sibiriji, na podlagi katere so opisali denisovance. Odkritje novega človečnjaka, ki je živel hkrati z zgodnjimi ljudmi, je bilo objavljeno leta 2010.

### Zasebno življenje
V svoji knjigi Neanderthal Man: In Search of Lost Genomes je razkril, da je biseksualec; dolgo časa je mislil, da je homoseksualec, med drugim je v poznih 1980. letih deloval kot aktivist v losangeleški gejevski skupnosti, nato pa je spoznal ameriško primatologinjo in genetičarko Lindo Vigilant, ki ga je močno privlačila zaradi nekoliko »fantovske« podobe. Vigilant je bila žena raziskovalca, ki je takrat delal v Pääbovem laboratoriju, a se je ločila in poročila s Pääbom. Z njo ima sina in hčer.

## Priznanja
Za svoja pionirsko delo in odmevna odkritja na področju paleogenetike je prejel številne nagrade, med njimi Leibnizovo nagrado leta 1992, Gruberjevo nagrado za genetiko leta 2013, Darwin-Wallaceovo medaljo leta 2019 in nagrado Japonske leta 2020. Leta 2022 je nato prejel še Nobelovo nagrado za fiziologijo ali medicino. Revija Time ga je leta 2007 uvrstila na svoj seznam 100 najvplivnejših ljudi na svetu.
Za člana ga je sprejelo več akademskih ustanov, med njimi Kraljeva švedska akademija znanosti, Nacionalna akademija znanosti ZDA in britanska Kraljeva družba. Je tudi član nemškega civilnega reda Pour le Mérite in dopisni član Hrvaške akademije znanosti in umetnosti.